# 王复明
王复明（1957年3月14日—），男，河南沈丘人，中国水利工程专家，郑州大学水利工程一级学科博士点第一学术带头人，曾任郑州大学水利与环境学院院长。

## 生平
1982年毕业于郑州工学院水利系。1987年取得大连理工大学工学博士学位。
1987年开始在郑州工学院任教。1991年3月到1993年4月在美国德克萨斯A&M大学做博士后研究。1993年4月至今在郑州大学水利与环境学院任教，2001年到2012年任郑大水利与环境学院院长。
1996年组建河南省道路检测工程技术研究中心并担任中心主任。2008年组建重大基础设施安全维护河南省工程实验室。
2016年12月任中山大学土木工程学院首任院长 （页面存档备份，存于）。

## 社会兼职
- 国务院学位委员会第六届学科评议组水利工程学科组成人员
- 中国土木工程学会土力学与岩土工程分会理事
- 河南省道路检测工程技术研究中心主任
- 河南省基础设施安全检测与维护工程研究中心主任
- 河南省岩石力学与工程学会副理事长
- 第十三届全国政协委员[1]。

## 荣誉
- 2015年12月当选中国工程院土木、水利与建筑工程学部院士。[2]
- 全国先进工作者